# Gmina Starigrad
Gmina Starigrad (chorw. Općina Starigrad) – gmina w Chorwacji, w żupanii zadarskiej. W 2011 roku liczyła  1876 mieszkańców.